# تموج عزم الدوران
تموج العزم هي ظاهرة يمكن ملاحظتها في العديد من تصاميم المحركات الكهربائية المختلفة، وهي عبارة عن تزايد أو تناقص دوري في عزم الدوران الناتج مع دوران محور الموتور. ويحسب على أنه الفرق بين أقصى وأدنى عزم خلال لفّة كاملة، ويعبّر عنه عادة بالنسبة المئوية.

## أمثلة
من أكثر أمثلة تموج عزم الدوران شيوعًا هو تموج العزم نتيجة عدم تماثل طفيف في الحقل المغناطيسي الناتج عن لفات الموتور، وهو ما ينتج عنه تباين في الممانعة المغناطيسية حسب وضع العضو الدوّار. يمكن التغلب على هذه الظاهرة باختيار تشكيل اللّف بعناية، أو استخدام متحكّمات فورية في الطاقة الناتجة.